# Galumna ornata
Galumna ornata är en kvalsterart som först beskrevs av Aoki 1988.  Galumna ornata ingår i släktet Galumna och familjen Galumnidae. Inga underarter finns listade i Catalogue of Life.